# S2P (Complexitat)
En teoria de la complexitat, la classe de complexitat SP
2 és la classe de complexitat intermèdia entre el primer i segon nivell de la jerarquia polinòmica. Un llenguatge L és a SP
2 si existeix un predicat P de temps polinòmic tal que:
- si {\displaystyle x\in L}, llavors existeix un y tal que per tot z, {\displaystyle P(x,y,z)=1}
- si {\displaystyle x\notin L}, llavors existeix un z tal que per tot y, {\displaystyle P(x,y,z)=0}

on y i z son polinomis de x.

## Relació amb d'altres classes
A partir de la definició és immediat veure que SP
2 és tancada per unions, interseccions i complement. Comparant la definició amb la de {\displaystyle \Sigma _{2}^{P}}i {\displaystyle \Pi _{2}^{P}}, es segueix que SP
2 està contingut dins de {\displaystyle \Sigma _{2}^{P}\cap \Pi _{2}^{P}}. Aquesta inclusió es pot augmentar a ZPPNP.
Tot llenguatge a NP també pertany a SP
2. Per la definició, un llenguatge L és a NP, si i només si existeix un verificador en temps polinòmic V(x,y) tal que per cada x a L existeix y pel qual V respon cert, i per tot x no a L, V respon sempre fals. Però aquest verificador es pot transformar fàcilment en un predicat de SP
2, P(x,y,z) pel mateix llenguatge que ignori z i es comporti igual que el verificador V. Pel mateix raonament, co-NP pertany a SP
2 .
També es pot demostrar que SP
2 conté MA i {\displaystyle \Delta _{2}^{P}}i de forma més general {\displaystyle P^{{\mathsf {S}}_{2}^{P}}={\mathsf {S}}_{2}^{P}}.